# Cumpleaños (episodio de La Celebración)
‘‘‘Cumpleaños’’’ es el primer episodio del unitario La Celebración según el orden cronológico de Telefé. Fue estrenado el 23 de febrero del 2014. Tuvo una audiencia de 7.5.

## Sinopsis
Julio (Gastón Soffritti) es hijo de una pareja gay, tiene dos papás, y lleva un estilo de vida con alegría.
Pronto a cumplir sus 18 años se le manifiesta la necesidad de conocer a su madre biológica, situación que desestabiliza la vida organizada en la que vive su familia. Así es como Julio comienza una búsqueda incierta que lo pondrá en contacto con alguien muy especial del que desconocía su existencia: Marco (Ignacio Giménez), su hermano biológico con el que tiene casi la misma edad. El relato no solo plantea las nuevas formas de familia sino el tránsito de un adolescente que está construyendo su identidad.

## Elenco
- Gastón Soffritti – Julio
- Martín Seefeld – Ignacio
- Antonio Birabent – Padre adoptivo de Julio
- Andrea Pietra – Madre de Julio y Marco
- Vera Spinetta – Catalina
- Ignacio Giménez – Marco
- Florencia Limonoff – Tía de Julio
- Vanesa Maja – Tía de Julio
- Juan Cruz Lucero – El Toro
- Malena Sánchez – Mari

- Datos: Q25411764